# Wedgewood (Míchigan)
Wedgewood es un lugar designado por el censo ubicado en el condado de Wexford en el estado estadounidense de Míchigan. En el Censo de 2010 tenía una población de 237 habitantes y una densidad poblacional de 140,13 personas por km².

## Geografía
Wedgewood se encuentra ubicado en las coordenadas 44°11′40″N 85°29′23″O / 44.19444, -85.48972. Según la Oficina del Censo de los Estados Unidos, Wedgewood tiene una superficie total de 1.69 km², de la cual 1.61 km² corresponden a tierra firme y (4.59%) 0.08 km² es agua.

## Demografía
Según el censo de 2010, había 237 personas residiendo en Wedgewood. La densidad de población era de 140,13 hab./km². De los 237 habitantes, Wedgewood estaba compuesto por el 98.73% blancos, el 0% eran afroamericanos, el 0% eran amerindios, el 1.27% eran asiáticos, el 0% eran isleños del Pacífico, el 0% eran de otras razas y el 0% pertenecían a dos o más razas. Del total de la población el 1.27% eran hispanos o latinos de cualquier raza.